# Anchya Bamana
Anchya Bamana est une femme politique française membre du Rassemblement national (RN). Elle est élue députée dans la 2e circonscription de Mayotte en 2024.

## Biographie
Elle est élue conseillère municipale de Sada le 23 mars 2014 et également maire de la commune. Elle n'est pas reconduite dans sa fonction de maire en 2020, mais continue de sièger au conseil municipal de Sada, ainsi qu'au conseil communautaire de la communauté de communes du Centre-Ouest.
Elle est élue députée dans la 2e circonscription de Mayotte le 7 juillet 2024,.